# Mohammad Džavád Zaríf
Mohammad Džavád Zaríf (persky محمدجواد ظریف خوانساری‎, * 7. ledna 1960, Teherán) je íránský diplomat a bývalý ministr zahraničních věcí ve vládě Hasana Rúháního. V letech 2002 až 2007 byl stálým zástupcem Íránu v Organizaci spojených národů. Je ženatý a má dceru a syna. Mohammad Javad Zarif působil jako viceprezident Íránské islámské republiky mezi 1. srpnem 2024 a 2. březnem 2025, než nuceně odstoupil.

## Vyznamenání
- Řád zásluh a řízení – Írán, 8. února 2016[3]
- velkokříž Řádu andského kondora – Bolívie, 26. srpna 2016[4]